# پتاکا

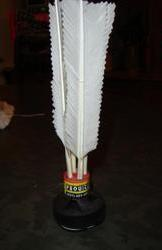
شاتل کاک پتاکا

پتاکا (به انگلیسی: Peteca) از ورزش‌های بومی و قدیمی برزیل می‌باشد . توپ این ورزش هم چون توپ بدمینتون از نوع شاتل کاک می‌باشد . 